# Ciamannacce
Ciamannacce est une commune française située dans la circonscription départementale de la Corse-du-Sud et le territoire de la collectivité de Corse. Elle appartient à l'ancienne piève de Talavo.

## Urbanisme

### Typologie
Au 1er janvier 2024, Ciamannacce est catégorisée commune rurale à habitat très dispersé, selon la nouvelle grille communale de densité à sept niveaux définie par l'Insee en 2022.
Elle est située hors unité urbaine. Par ailleurs la commune fait partie de l'aire d'attraction d'Ajaccio, dont elle est une commune de la couronne,. Cette aire, qui regroupe 79 communes, est catégorisée dans les aires de 50 000 à moins de 200 000 habitants,.

### Occupation des sols
L'occupation des sols de la commune, telle qu'elle ressort de la base de données européenne d’occupation biophysique des sols Corine Land Cover (CLC), est marquée par l'importance des forêts et milieux semi-naturels (98,8 % en 2018), une proportion identique à celle de 1990 (98,8 %). La répartition détaillée en 2018 est la suivante : 
forêts (62,2 %), milieux à végétation arbustive et/ou herbacée (26,4 %), espaces ouverts, sans ou avec peu de végétation (10,2 %), zones agricoles hétérogènes (1,2 %). L'évolution de l’occupation des sols de la commune et de ses infrastructures peut être observée sur les différentes représentations cartographiques du territoire : la carte de Cassini (XVIIIe siècle), la carte d'état-major (1820-1866) et les cartes ou photos aériennes de l'IGN pour la période actuelle (1950 à aujourd'hui).

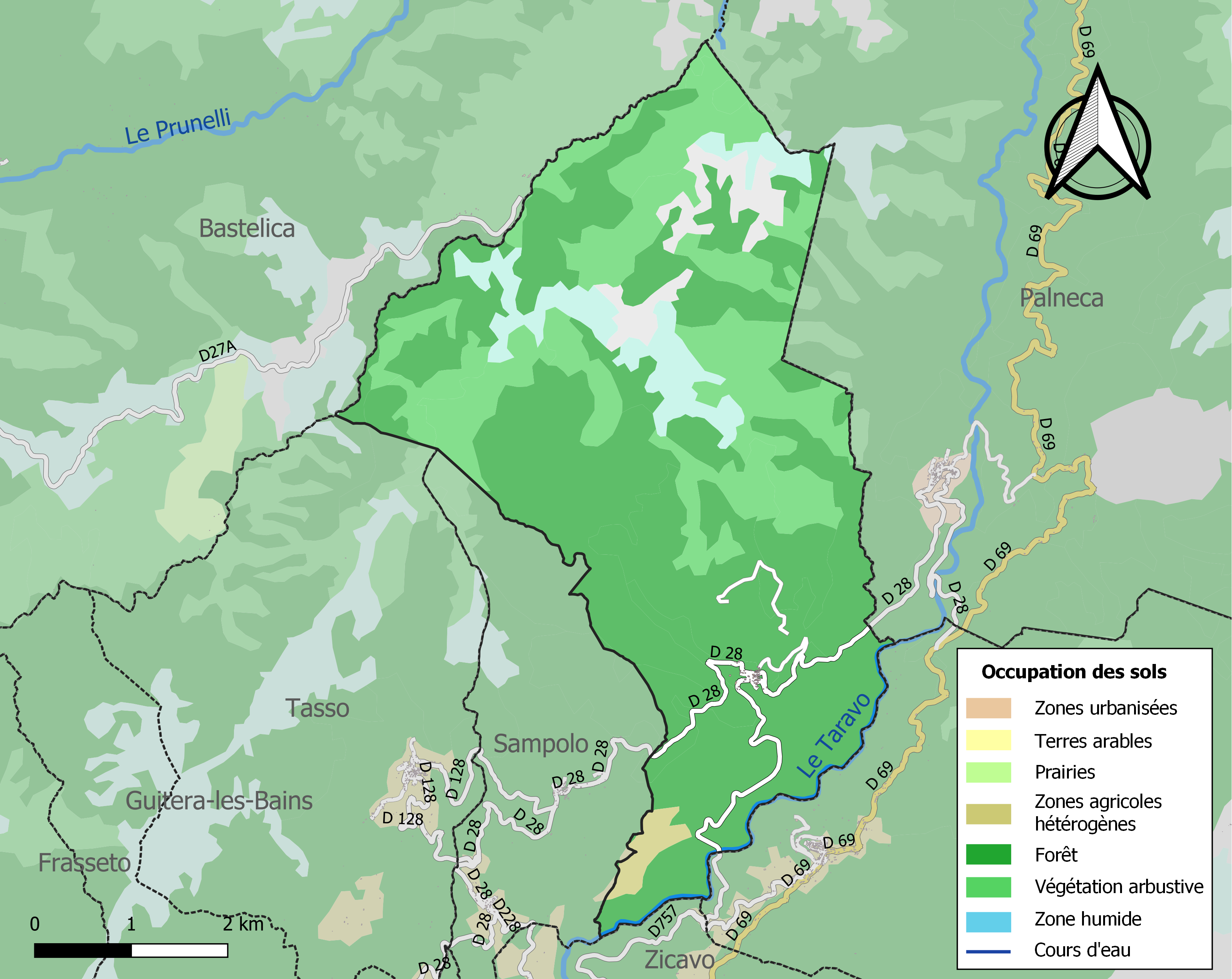
Carte des infrastructures et de l'occupation des sols de la commune en 2018 (CLC).

## Histoire
- Ciamannacce a donné au monde des jeux de très nombreux croupiers et cadres aux cercles de jeux et aux casinos[6].

## Politique et administration
| Période                                  | Période  | Identité                | Étiquette | Qualité                                                                         |
| ---------------------------------------- | -------- | ----------------------- | --------- | ------------------------------------------------------------------------------- |
| 1984                                     | 2004     | Roland Francisci        | UMP       | Député (1998-2002), président du conseiller général (2004-2006)                 |
| 2006                                     | 2014     | Marcel Francisci        | UMP       | Conseiller général - Vice-président du conseil général - Conseiller territorial |
| 2014                                     | 2020     | Félicia Francisci       | UMP-LR    |                                                                                 |
| 2020                                     | En cours | Charles Ange Venturelli |           |                                                                                 |
| Les données manquantes sont à compléter. |          |                         |           |                                                                                 |

## Démographie
L'évolution du nombre d'habitants est connue à travers les recensements de la population effectués dans la commune depuis 1800. Pour les communes de moins de 10 000 habitants, une enquête de recensement portant sur toute la population est réalisée tous les cinq ans, les populations de référence des années intermédiaires étant quant à elles estimées par interpolation ou extrapolation. Pour la commune, le premier recensement exhaustif entrant dans le cadre du nouveau dispositif a été réalisé en 2004.

En 2022, la commune comptait 130 habitants, en évolution de −2,26 % par rapport à 2016 (Corse-du-Sud : +7,61 %, France hors Mayotte : +2,11 %).
| 1800 | 1806 | 1821 | 1831 | 1836 | 1841 | 1846 | 1851 | 1856 |
| ---- | ---- | ---- | ---- | ---- | ---- | ---- | ---- | ---- |
| 620  | 752  | 862  | 852  | 700  | 750  | 810  | 739  | 755  |

| 1861 | 1866 | 1872 | 1876 | 1881 | 1886 | 1891 | 1896 | 1901  |
| ---- | ---- | ---- | ---- | ---- | ---- | ---- | ---- | ----- |
| 678  | 687  | 671  | 792  | 706  | 680  | 852  | 804  | 1 025 |

| 1906 | 1911 | 1921 | 1926 | 1931 | 1936 | 1946 | 1954 | 1962 |
| ---- | ---- | ---- | ---- | ---- | ---- | ---- | ---- | ---- |
| 769  | 698  | 748  | 651  | 729  | 787  | 562  | 540  | 144  |

| 1968 | 1975 | 1982 | 1990 | 1999 | 2004 | 2006 | 2009 | 2014 |
| ---- | ---- | ---- | ---- | ---- | ---- | ---- | ---- | ---- |
| 160  | 132  | 115  | 93   | 134  | 132  | 129  | 134  | 132  |

| 2019 | 2022 | - | - | - | - | - | - | - |
| ---- | ---- | - | - | - | - | - | - | - |
| 133  | 130  | - | - | - | - | - | - | - |

## Lieux et monuments
Les ruines de la première tour Carabelli sont encore visibles à Ciamannacce (la deuxième tour, datant du XIVe siècle, est visible à Fozzano, canton d'Olmeto, arrondissement de Sartène). La famille Carabelli a donné Colomba, au cœur de la vendetta entre les Carabelli et les Durazzo, qui a inspiré Mérimée pour sa nouvelle éponyme.

## Personnalités liées à la commune
- Marcel Francisci, trafiquant de drogue international, "empereur des jeux" et maire de Ciamanacce de 1978 à 1982.

## Héraldique
| Blason de Ciamannacce | Blason  | Écartelé: au 1er de gueules à la tour d'or ouverte, ajourée et maçonnée de sable, surmontée d'une fleur de lis d'or, au 2e d'argent à la tête de Maure de sable, tortillée du champ et accompagnée en pointe d'une trangle ondée d'azur, au 3e d'argent au coquillage de sable accompagné en pointe d'une trangle ondée d'azur, au 4e de gueules à la statue menhir du lieu d'or. |
| Blason de Ciamannacce | Détails | Le statut officiel du blason reste à déterminer. |